# Fabrica de ciocolată Halloren

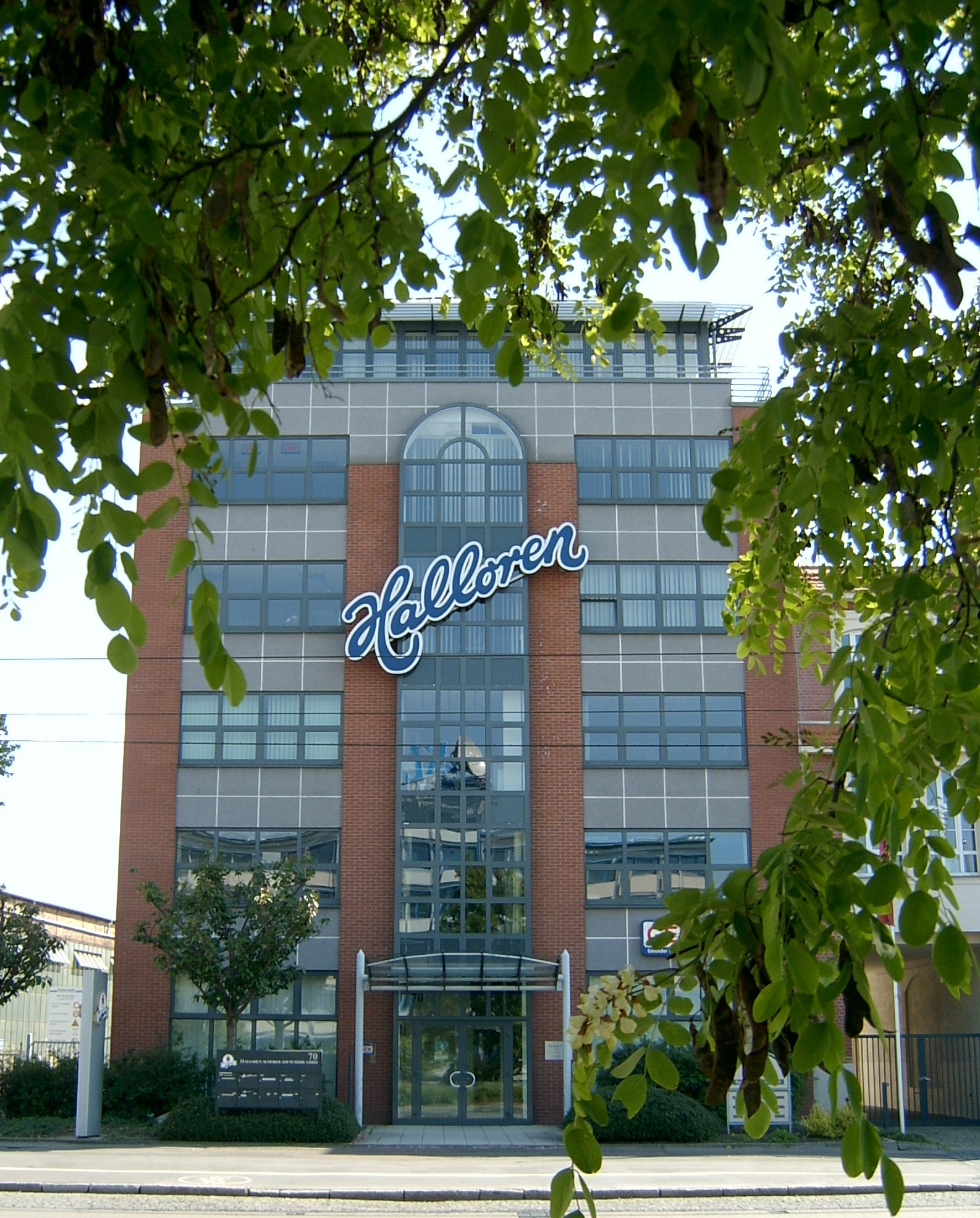
Clădirea principală a fabricii Halloren din Halle (Saale)

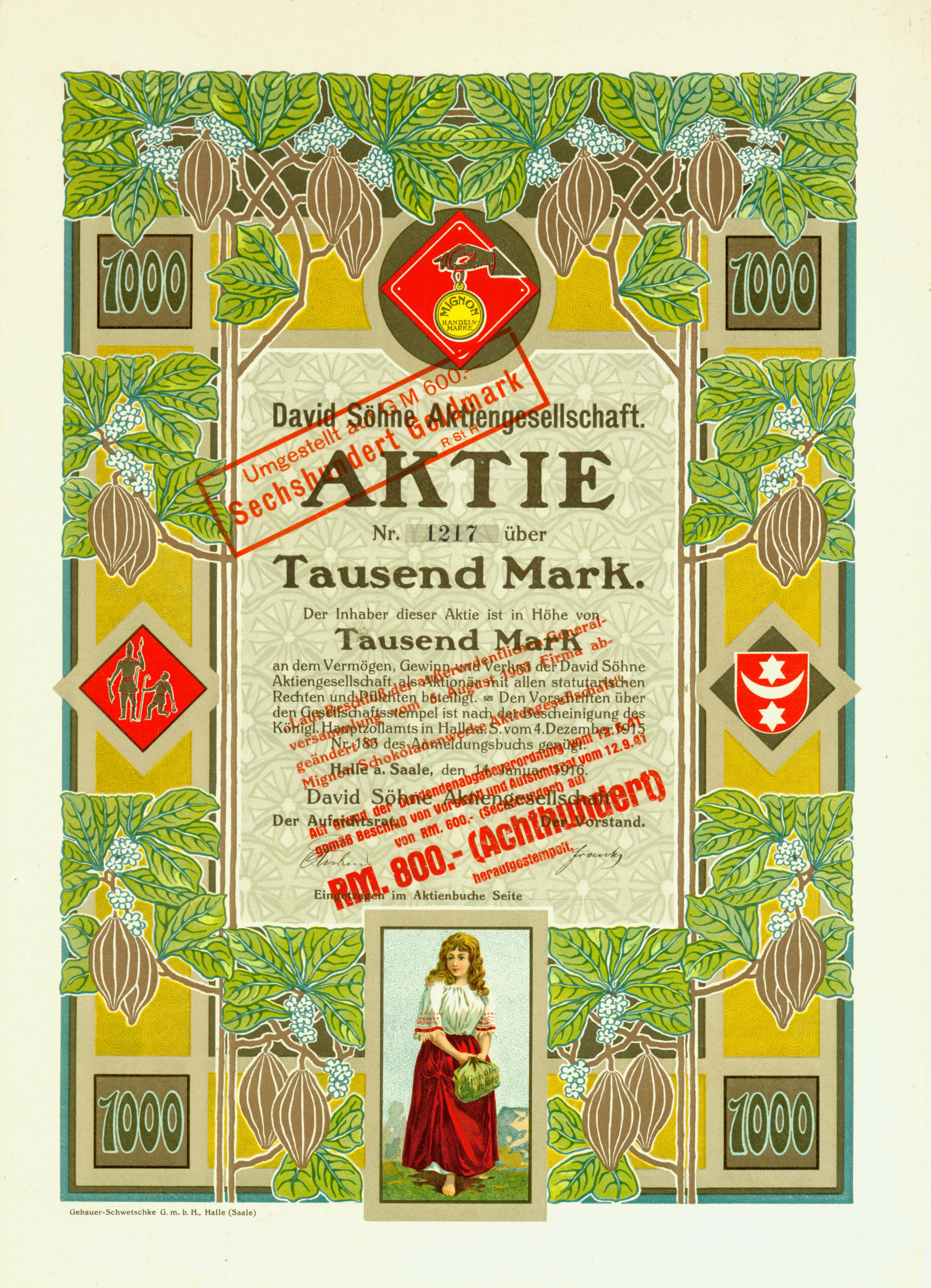
Acțiune David Söhne AG, emisă la 14 ianuarie 1916

Fabrica de ciocolată Halloren (germană Halloren Schokoladenfabrik) este cea mai veche fabrică germană de ciocolată.  Prima mențiune a acesteia este din anul 1804. Compania a fost fondată în Halle, Saxonia-Anhalt, unde se află astăzi sediul central. În 1851, compania a fost numită Friedrich David & Söhne. În anul 1905, aceasta a fost transformată într-o societate pe acțiuni; în consecință, numele a fost modificat în David Söhne AG. În 1933 are loc o altă schimbare de nume, fabrica devenind Mignon Schokoladenwerke AG, iar din 1952 este cunoscută sub numele Halloren. 
Cele mai cunoscute produse sunt „Halloren-Kugeln” sau globurile Halloren, denumite astfel după primii muncitori ai salinei din oraș, „Halloren”-ii, a căror îmbrăcăminte festivă are nasturi care seamănă cu bomboanele de ciocolată. Marca a fost deosebit de populară în fosta Republică Democrată Germană, rămânând populară și după reunificare.   
Fabrica găzduiește, de asemenea, Halloren Schokoladenmuseum (Muzeul de Ciocolată Halloren), care cuprinde exponate despre istoria ciocolatei, echipamente și matrițe necesare pentru fabricarea acesteia. De asemenea, se poate vedea procesul de fabricație a ciocolatei. 

## Legături externe
- Site oficial al companiei în engleză Arhivat în 29 octombrie 2017, la Wayback Machine.
- Halloren Schokoladenmuseum Arhivat în 2 decembrie 2018, la Wayback Machine. - în germană 

</nowiki>